# 奧泰萊克鄉
45°37′N 20°51′E / 45.617°N 20.850°E
奧泰萊克鄉（羅馬尼亞語：Comuna Otelec, Timiș），是羅馬尼亞的鄉份，位於該國西部，由蒂米什縣負責管轄，面積15平方公里，海拔高度75米，2011年人口1,441，人口密度每平方公里98人。